# Pierre au Sel
La Pierre au sel, appelée aussi menhir de la Grande Moinie ou menhir du Moulin Verdon, est un menhir situé à Maulévrier, dans le département français de Maine-et-Loire en France.

## Protection
L'édifice est classé au titre des monuments historiques en 1975.

## Description
Le menhir est en granit dit «des Aubiers» d'origine local. Il mesure 3,10 m de hauteur sur sa face nord et 3,30 m sur sa face sud.
Selon Spal, plusieurs autres menhirs couchés l'entouraient encore à la fin du XIXe siècle, désormais tous disparus.